# Joana de Trastâmara
Joana de Trastâmara ou, pejorativamente, Joana, a Beltraneja (em castelhano: Juana de Castilla; Castela, 28 de fevereiro de 1462 – Lisboa, 12 de abril de 1530) foi primeiro rainha reinante e depois de jure de Castela, e rainha consorte de Portugal.
Joana nasceu infanta de Leão e Castela, sendo jurada princesa das Astúrias e depois, aclamada rainha de Castela à morte do rei Henrique IV, seu pai, e rainha de Portugal pelo seu casamento com seu tio, D. Afonso V. Depois da guerra civil castelhana em que foi destronada por seus tios, os Reis Católicos, foi exilada do seu país pelo tratado assinado entre Portugal e Castela, depois da batalha de Toro, ficando em Portugal, onde encontrou refúgio até ao fim dos seus dias, sendo oficialmente tratada por "Excelente Senhora".
Os seus inimigos e os de sua mãe insultuosamente a alcunharam de Beltraneja desde o seu nascimento, querendo assim afirmar não ser a princesa filha do rei Henrique IV, mas de Beltrán de La Cueva, alegado amante da rainha sua mulher, Dona Joana.

## Nascimento
Sua mãe era a rainha D. Joana de Portugal, filha do rei D. Duarte, casada com o rei Henrique IV de Castela. Contudo, Henrique, sem filhos do seu segundo casamento, o casamento anterior (o seu primeiro casamento, não o consumara sendo anulado por falta de idade, nada provando nesta matéria), teria a fama de ser impotente. Por isso se urdiu na corte que D. Joana estivesse envolvida num caso amoroso com o nobre Beltrán de La Cueva, o qual no entanto, segundo a exegese histórica pôde apurar nos nossos dias, estaria em missão fora da corte castelhana no momento aproximado da concepção da jovem infanta.
Nem por isso deixou a princesa D. Joana de ser considerada ilegítima pelos principais senhores de Castela, que se recusarão depois a reconhecê-la como infanta, seguindo-se lutas civis e várias pressões visando a passagem da coroa castelhana a Afonso, irmão de Isabel a Católica, tios da recém-nascida, meios-irmãos do rei seu pai.

## Rainha de Leão e Castela
D. Joana era pois a única filha conhecida do monarca castelhano, que defendeu a causa da sua legitimidade, sendo no entanto obrigado a alterar a sua posição várias vezes, antes de morrer, diante das guerras civis que a isso o obrigavam, por ter deixado enfraquecer extremamente o seu poder real. Mesmo assim, conseguiu obrigar a nobreza castelhana a jurar fidelidade à princesa, tendo sido designada princesa das Astúrias em 1462. Porém, dois anos volvidos e face à pressão da nobreza, viu-se obrigado a delegar a sucessão no seu irmão Afonso, o qual viria, no entanto, a falecer a breve trecho, logo em 1468. Ainda nesse momento o rei viu-se obrigado por sua nobreza a reconhecer como sucessora, muito a contragosto, a sua meia-irmã Isabel, com a condição de que essa aceitasse o casamento que o rei seu irmão lhe propusesse.
Como em 1469 D. Isabel tivesse se casado em segredo com Fernando, o Católico, herdeiro da Coroa de Aragão, contra a vontade do rei seu irmão, Henrique IV pôde considerar violado o tratado que estabelecera com Isabel. E é então que declara novamente a D. Joana por sua única e legítima herdeira, procurando, nos últimos anos de vida, um marido para a sua filha, que lhe pudesse defender os direitos ameaçados.
Depois de várias hesitações diplomáticas, D. Joana acabou prometida em casamento ao seu tio, o Rei Cavaleiro, D. Afonso V de Portugal, que tomou como sua empresa de cavalaria defender os direitos da sua inocente e jovem sobrinha. Para este casamento foi necessária uma dispensa papal, dada a próxima consanguinidade entre os noivos. D. Afonso jurou defender os direitos da esposa e, por conseguinte, os seus próprios, ao trono de Castela.
Henrique IV morreu em 1474, deixando a filha aos cuidados do cunhado português: a partir desse momento ficam delineadas duas facções em guerra civil em Castela, ocupada em boa parte pela intervenção militar estrangeira portuguesa: uma que apoia Isabel e, por conseguinte, a união dinástica de Leão e Castela com Aragão e o seu império mediterrânico; outra, com especial ênfase na nobreza do reino da Galiza, já então sujeito ao de Castela, que defende os direitos de Dª Joana e D. Afonso V e, subsequentemente, a união pessoal da coroa de Leão e Castela com a de Portugal por meio desse casamento. Em 25 de Maio de 1475 D. Afonso V cruzou a fronteira por Arronches, vindo a celebrar o casamento com a sua sobrinha D. Joana quatro dias depois, em Plasência. Atendendo à relação de consanguinidade, o Papa Sisto IV viria a conferir a desejada dispensa mediante a Bula Romanus Pontifex, de 3 de Fevereiro de 1477.

## Guerra de Sucessão da Coroa de Leão e Castela

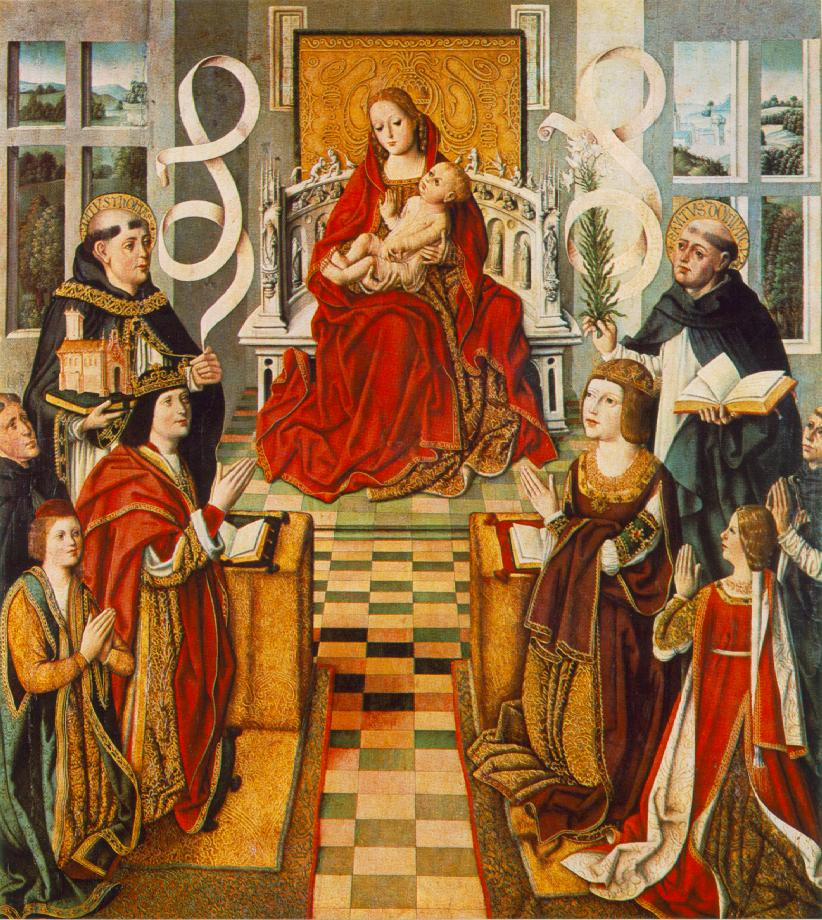
Madonna dos Reis Católicos, pintura de cerca de 1490–95; Fernando, o Católico, com seu filho herdeiro o infante João de Aragão e Castela à esquerda, Isabel I de Castela à direita

Grande parte dos nobres castelhanos, chefiados pelo poderoso Fonseca, arcebispo de Toledo, preferira prestar vassalagem a Isabel, a Católica. Dando sequência ao projecto do cunhado Henrique IV, D. Afonso V de Portugal manda armar o seu exército e, em Maio de 1475, invade Leão e Castela para defender os seus direitos, casando com Joana.
A guerra veio a culminar na batalha de Toro, nas proximidades de Zamora. Esta batalha teve um desfecho militar inconclusivo - embora D. Afonso V tenha saído vencido, graças sobretudo aos esforços do Cardeal Mendoza, a ala do exército comandada pelo Príncipe D. João ficou invicta, permanecendo os três dias da praxe ocupando o terreno de batalha, sinal da sua vitória.
Assim, ambas as partes reclamaram oficialmente vitória durante muitos anos. Não obstante, o desfecho político não foi favorável ao monarcas portugueses, pois D. Afonso V viu serem-lhes retirados nessa altura os apoios de que precisaria para continuar a guerra, quando grande parte dos seus vassalos castelhanos o abandonaram, bandeando-se para ir prestar vassalagem aos seus primos, os futuros Reis Católicos.
D. Afonso V, que desde 1476 pusera D. Joana a salvo em Abrantes, volta então a Portugal, onde se reúne a ela.

Armas dos reis D. Afonso V e D. Joana depois de aclamados reis de Leão e Castela, em pendão militar usado na invasão daquele reino.

## Aliança francesa contra a coroa de Leão e Castela: viagem a França e à Borgonha de seu marido
O rei português, no entanto, não desistira da sua empresa, nem abandonara os direitos de sua mulher, pelo que resolve então ir pessoalmente a França procurar a aliança de Luís XI a fim de voltar a invadir os reinos vizinhos.
O rei embarcou no Porto, deixando a regência a seu filho, que mandou aclamar rei em sua vida, a fim de se dedicar em exclusivo à empresa da reconquista do trono castelhano, viajando por França, e pelo ducado da Borgonha, a chamar também por aliado ao seu primo Carlos, o Temerário.
Para obter a aliança da França e da Borgonha, no entanto, era necessário que essas assinassem a paz da guerra que há muito travavam, a fim de dispor de forças para enviar contra Aragão e contra Castela pelo Leste. Pelo que D. Afonso iniciou uma mediação na luta entre o monarca francês e Carlos, o Temerário, duque da Borgonha, primo direito do rei de Portugal. Porém, o rei francês (Luís XI de França, a aranha universal, como foi chamado, conhecido pela forma como habilmente criava e geria intrigas políticas) foi protelando as diligências do seu hóspede, o rei português. Após a morte do Temerário na batalha de Nancy e a retorno do ducado da Borgonha à coroa de França, de onde havia saído antes, com excepção dos Países Baixos, e do Franco Condado, ficaram inutilizados os esforços de D. Afonso V.
Sentindo-se traído, regressa a Portugal, onde o filho, o rei D. João II, retira a coroa da cabeça e a devolve ao pai. A sua mulher, Dona Joana (com a qual, dizem, não chegara sequer a consumar o matrimónio), vivia agora em Aveiro, com sua prima e enteada, Joana.

## Paz e primeira renúncia de D. Joana
O Tratado das Alcáçovas, assinado em 1479 com os Reis Católicos marca o fim da Guerra de Sucessão de Castela. Nele são também definidos limites para a expansão marítima e terrestre das coroas portuguesa, castelhana e aragonesa, respectivamente no Atlântico e no Magrebe.
A invasão portuguesa e a subsequente Guerra de Sucessão de Castela haviam durado cinco anos, terminando na paz de 1479, que como era usual foi celebrada com casamentos entre as coroas, sinal de aliança entre elas. Para poderem eles realizar-se, foi necessária a renúncia aos seus direitos por parte da rainha D. Joana, inserida no corpo do Tratado das Alcáçovas: comprometia-se a não voltar a casar senão com o príncipe João de Aragão, filho herdeiro dos Reis Católicos e, no caso de não o aceitar, rompendo o noivado com ele, entraria monja professa. Ficou refém de D. Beatriz, viúva do infante D. Fernando, irmão de Afonso V. Sua tia Isabel, a Católica indenizou-a ainda com 100 mil dobras de Castela.
O Papa Sisto IV dissolveu o casamento de D. Joana a pretexto da consanguinidade, mas D. Joana recusou-se casar com o primo João de Aragão conforme estipulado - talvez por considerar vexatório, para a sua posição de herdeira natural, ter que casar com o herdeiro de quem lhe roubara o trono para o poder vir a recuperar no futuro - e preferiu retirar-se para o mosteiro de Santa Clara em Santarém. Ali passou a residir, recusando-se sempre no entanto até ao fim da sua vida a fazer votos, o que teria passado os seus inquestionáveis direitos ao reino de que fora espoliada de facto para sua tia, Isabel. Posteriormente, do convento das Clarissas de Santarém, Joana passou ao Mosteiro de Santa Clara-a-Velha em Coimbra, em 16 de Outubro de 1480.
Embora residindo com a sua corte nos mosteiros de Santa Clara, sob o único nome oficial que lhe era dado, o de Excelente Senhora, a rainha destronada era completamente livre dos seus bens e de se movimentar dentro do Reino, deslocando-se frequentemente e por longos períodos à corte em Lisboa.

## Ameaça à coroa castelhana

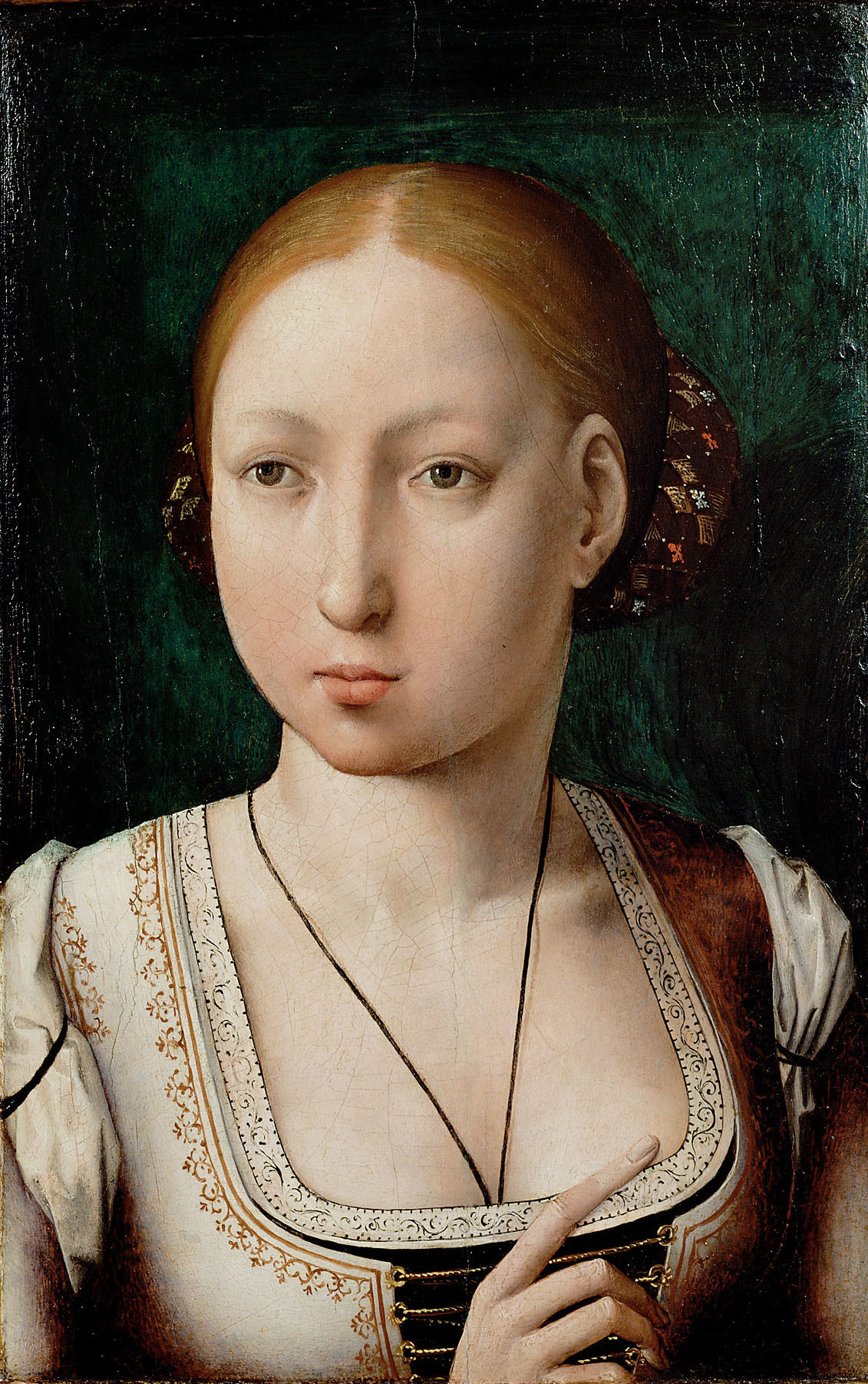
Joana I de Leão e Castela, a Louca

Em 1482, vivia um dos seus períodos em Lisboa e continuava intitulando-se Rainha. Isso incomodava e assustava seus primos Católicos, que moveram as suas influências junto de Roma. Pelo que em Março de 1483 a Excelente Senhora recebeu um breve do Papa Sisto IV tentando fazê-la permanecer constantemente no convento, de acordo com a regra da Ordem.
Os reis de Portugal e França entretanto negociavam o casamento de D. Joana com o herdeiro de Navarra, Francisco Febo, por onde mais uma vez cercariam militarmente o coroa da Leão e Castela; mas a morte do príncipe navarro frustrou este projecto, em 1483.
Ainda em 1493, mais firmes no trono os Reis Católicos embora sempre ameaçados pela sua existência, D. Joana viverá de novo livre na corte em Lisboa.
Logo depois da morte de Isabel (Novembro de 1504) o seu viúvo Fernando, o Católico, rei de Aragão, ao perder a regência de Castela, propôs casamento a D. Joana - estava determinado a impedir que a Casa de Áustria passasse a governar a coroa da Leão e Castela. Com efeito, a futura Joana, a Louca, filha e herdeira do rei aragonês e da rainha castelhana, estava casada com o arquiduque de Áustria Filipe, o Belo, duque da Borgonha, herdeiro do imperador Maximiliano I.
O monarca propunha-se restaurar os títulos e as honras reais de que a Excelente Senhora fora destituída pela guerra, de forma a afastar da regência de Castela o seu genro Filipe de Habsburgo, quando se tornou claro que Joana, a Louca, acabada de suceder no trono da mãe Católica, tinha começado a ensandecer. A Excelente Senhora, porém, recusou-se a aceitar como esposo aquele que, em outros tempos, ousara tratá-la como suposta filha adulterina da princesa  D. Joana de Portugal e Beltrán de la Cueva.
Curiosamente ou não, a primeira filha havida do casamento de Isabel e Fernando após o início do conflito sucessório fora baptizada, precisamente, de Joana. Foi esta Joana que sucedeu aos Reis Católicos, como se viu, sob o nome de Joana I, não deixando o seu numeral espaço para dúvidas: em Leão e Castela, os senhores do trono tomado não queriam dúvidas: o reinado efectivo da pobre dita "Beltraneja" jamais seria reconhecido, a não ser de forma inteiramente subordinada aos interesses pessoais sucessórios do filho herdeiro, ou do próprio Rei Católico.
Ainda em 1523 o rei da França conspirou debalde para retirar D. Joana de Portugal, o que prova como a sua existência livre e protegida era terrível arma de pressão sobre o reino castelhano e os chamados direitos dos Reis Católicos para os seus vizinhos.

## Última renúncia e definitiva dos seus direitos a favor de D. João III de Portugal
A rainha sentindo-se envelhecer, e não querendo que depois da sua morte os seus direitos passassem aos seus primos sempre ilegalmente no trono em Castela, determinou a 20 de Julho de 1530, por escritura pública na corte, renunciar aos seus direitos e abdicar ainda em sua vida da coroa de Leão e Castela a favor do seu primo D. João III de Portugal.[carece de fontes?]

## A Excelente Senhora

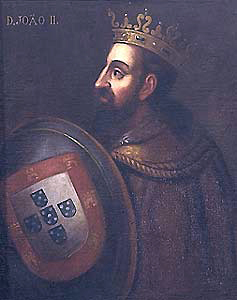
D. João II, O Príncipe Perfeito

D. Joana viveu em Portugal até à sua morte em 1530; mas enquanto viva constituiu um empecilho permanente para a coroa de Leão e Castela, e um argumento diplomático de peso, habilmente esgrimido pelos vizinhos de Isabel, a Católica e de Fernando, os reis de França, de Navarra, e sobretudo pelos reis de Portugal D. João II, D. Manuel I, e D. João III, na sua política europeia.
Aí radica o título que o Príncipe Perfeito lhe concedeu: A Excelente Senhora. Tratamento esse que no século seguinte será concedido apenas, e muito parcimoniosamente, aos Duques portugueses, de sangue real, antes de se generalizar a todos os títulos grandes de Portugal no século XVIII (Duque, Marquês, e Conde), e ainda às pessoas, como os ministros, que tinham honras equiparadas a esses.
D. Joana, estando inicialmente impedida por tratado do tratamento devido à sua realeza, receberá nesse momento, por ordem de D. João II, o tratamento oficial de A Excelente Senhora. Foi essa a primeira vez que se usou o tratamento de Excelência em Portugal - já que o uso de infanta seria indecoroso para com a sua pessoa, e o título de rainha não podia ser usado, por passível de ser considerado perigo para a paz com Leão e Castela.
Tal tratamento, de resto, viria a justificar-se plenamente, dado a rainha ter-se recusado ver-se envolvida em mais manobras políticas e tendo dedicado o resto da vida à devoção a Deus, à prática de obras de caridade e de apoio aos desfavorecidos. De resto, estiveram presentes embaixadores castelhanos na cerimónia dos seus votos (decerto primeiros votos, não os votos solenes, definitivos) não só porque tal acto constituísse uma desistência de quaisquer eventuais pretensões que D. Joana ainda tivesse de recuperar o trono que, de jure, lhe pertenceria sempre (impossibilitando também o seu casamento e com ele o nascimento de herdeiros da coroa usurpada de Castela, seus lídimos descendentes), mas igualmente para testemunhar as formas de tratamento usadas para com a sua pessoa, assegurando-se que se cumpria o estabelecido nos acordos das Alcáçovas-Toledo.
Contudo, a Rainha D. Joana, dentro do convento e fora dele, na vida religiosa como na vida da corte em Lisboa, assinou sempre, até à sua morte em 1530, Yo la reina (Eu, a Rainha).
Faleceu nos Paços da Alcáçova do Castelo de São Jorge e foi sepultada no Mosteiro de Santa Clara de Lisboa, num jazigo junto à sala capitular, embora no seu testamento tivesse pedido para a sepultarem no Convento de Santo António do Varatojo, com o hábito de S. Francisco. Os reis portugueses puseram luto em sua homenagem e em 1545, a rainha D. Catarina mandar-lhe-ia construir um túmulo mais adequado à sua condição de “Rainha de Castela e Leão”.
Devido ao terremoto de Lisboa, não se conhece o paradeiro dos seus restos mortais, pelo que se nos torna impossível determinar, através do ADN, se realmente era filha de Henrique IV de Castela ou de Beltrán de La Cueva. Desse porém, a historiografia actual não aceita que fosse possível ser o pai biológico, sendo portanto possível que o Rei Impotente o não tivesse sido sempre, como prova a sua acirrada defesa dos direitos da filha contra os seus irmãos.